# Manx FA Cup
La Manx FA Cup è la seconda competizione per importanza nell'isola di Man. È organizzata dalla Federazione calcistica dell'Isola di Man.

## Albo d'oro
- 1889-90:  Douglas (1)
- 1890–91:  Peel (1)
- 1891–92:  Peel (2) e  Ramsey (1) (titolo condiviso)
- 1892-93:  Ramsey (2)
- 1893-94:  Ramsey (3)
- 1894-95:  Gymnasium (1)
- 1895-96:  Ramsey (4)
- 1896-97:  Douglas (2)
- 1897-98:  Wanderers (1)
- 1898–99:  Ramsey (5)
- 1899–00:  Ramsey (6)
- 1900–01:  Ramsey (7)
- 1901–02:  Gymnasium (2)
- 1902–03:  Gymnasium (3)
- 1903–04:  Gymnasium (4)
- 1904–05:  Ramsey (8)
- 1905–06:  Port St. Mary (1)
- 1906–07:  Ramsey (9)
- 1907–08:  Ramsey (10)
- 1908–09:  Peel (3)
- 1909–10:  Wanderers (2)
- 1910–11:  Gymnasium (5)
- 1911–12:  Castletown (1)
- 1912–13:  St Marys (1)
- 1913–14:  Castletown (2)
- 1914–15: Non disputata
- 1915-16: Non disputata
- 1916-17: Non disputata
- 1917-18: Non disputata
- 1918-19: Non disputata
- 1919–20:  Ramsey (11)
- 1920–21:  Gymnasium (6)
- 1921–22:  Ramsey (12)
- 1922–23:  Castletown (3)
- 1923–24:  Rushen United (1)
- 1924–25:  Rushen United (2)
- 1925–26:  Rushen United (3)
- 1926–27:  Peel (4)
- 1927–28:  Wanderers (3)
- 1928–29:  St Georges (1)
- 1929–30:  Peel (5)
- 1930–31:  Ramsey (13)
- 1931–32:  Gymnasium (7)
- 1932–33:  Peel (6)
- 1933–34:  Rushen United (4)
- 1934–35:  Peel (7)
- 1935–36:  Rushen United (5)
- 1936–37:  Peel (8)
- 1937–38:  Braddan (1)
- 1938–39:  Peel (9)
- 1945–46:  Peel (10)
- 1946–47:  St Georges (2)
- 1947–48:  Peel (11)
- 1948–49:  Peel (12)
- 1949–50:  Castletown (4)
- 1950–51:  Rushen United (5)
- 1951–52:  Ramsey (14)
- 1952–53:  Peel (13)
- 1953–54:  Peel (14)

- 1954–55:  St Georges (3)
- 1955–56:  RAF Jurby (1)
- 1956–57:  St Georges (4)
- 1957–58:  Peel (15)
- 1958–59:  Peel (16)
- 1959–60:  Peel (17)
- 1960–61:  Peel (18)
- 1961–62:  Castletown (5)
- 1962–63:  Peel (19)
- 1963–64:  Peel (20)
- 1964–65:  Douglas HSOB (1)
- 1965–66:  Douglas HSOB (2)
- 1966–67:  Douglas HSOB (3)
- 1967–68:  Douglas HSOB (4)
- 1968–69:  Peel (21)
- 1969–70:  Douglas HSOB (5)
- 1970–71:  Pulrose United (1)
- 1971–72:  Saint Johns United (1)
- 1972–73:  Peel (22)
- 1973–74:  Peel (23)
- 1974–75:  Peel (24)
- 1975–76:  Saint Johns United (2)
- 1976–77:  Peel (25)
- 1977–78:  Rushen United (5)
- 1978–79:  Ramsey (15)
- 1979–80:  Ramsey (16)
- 1980–81:  Ramsey (17)
- 1981–82:  Peel (26)
- 1982–83:  Douglas HSOB (6)
- 1983–84:  Peel (27)
- 1984–85:  Castletown (6)
- 1985–86:  Gymnasium (8)
- 1986–87:  Gymnasium (9)
- 1987–88:  Gymnasium (10)
- 1988–89:  Douglas HSOB (7)
- 1989–90:  Rushen United (6)
- 1990–91:  Douglas HSOB (8)
- 1991–92:  Douglas HSOB (9)
- 1992–93:  Castletown (6)
- 1993–94:  St Marys (2)
- 1994–95:  St Marys (3)
- 1995–96:  Douglas HSOB (10)
- 1996–97:  Peel (28)
- 1997–98:  St Marys (4)
- 1998–99:  Peel (29)
- 1999–00:  Gymnasium (11)
- 2000–01:  St Marys (5)
- 2001–02:  St Marys (6)
- 2002–03:  Ayre Utd (1)
- 2003–04:  Ramsey (18)
- 2004–05:  St Georges (5)
- 2005–06:  Laxey (1)
- 2006–07:  St Marys (7)
- 2007–08:  St Georges (6)
- 2008-09:  Douglas HSOB (11)
- 2009-10:  St Georges (7)
- 2010-11:  Rushen United (7)
- 2011-12:  St Georges (8)
- 2012-13:  St Marys (8)